# أبراهام جوتهيلف كيستنر
أبراهام جوتهيلف كيستنر (بالألمانية: Abraham Gotthelf Kästner) من مواليد (27 سبتمبر 1719 في لايبزج – ومات في 20 يونيو 1800 في جوتنجن) هو شاعر إبيجرامات ورياضياتي ألماني.

## حياته
ولد كيستنر في لايبزج وكان أبوه أبراهام كيستنر أستاذا للقانون. وفي عام 1757 تزوج بعد خطوبة طالت 12 سنة من أنا روزينا باومان. وتوفيت زوجته في الرابع من مارس 1758 بمرض في الرئة. وفيما بعد أنجب كيستنر ابنة هي كاتارينه من مدبرة منزله كوخ.
درس كيستنر القانون والفلسفة والفيزياء والرياضيات والميتافزيقا في لايبزج ابتداء من عام 1731. وفي عام 1733 عين موثقا للعقود. ثم في عام 1739 بدأ في إلقاء محاضرات في الرياضيات والفلسفة والمنطق والقانون في جامعة لايبزج. وأصبح في عام 1746 أستاذ غير متفرغ في جامعة لايبزج، وأستاذا متفرغ لمادتي الطبيعة والهندسة في عام 1756 في جامعة جوتنجن. وفي عام 1763 أصبح رئيسا للمرصد الفلكي هناك. وكان معلما ثم زميلا فيما بعد لكل من ليشتنبرج وإركسليبن. وكان من بين تلامذته أيضا كارل فريدريش جاوس ويوهان توبياس ماير وهاينريش فيلهلم برانديس. ومات في عام 1800 وهو مستشار بلاط في جوتنجن.
كان كيستنر من الرياضيين البارزين وله مؤلفات في هذا المجال منها كتاب «أساسيات الرياضيات (كتاب)» وكتاب «تاريخ الرياضيات (كتاب)».